# Pietro Baracchi

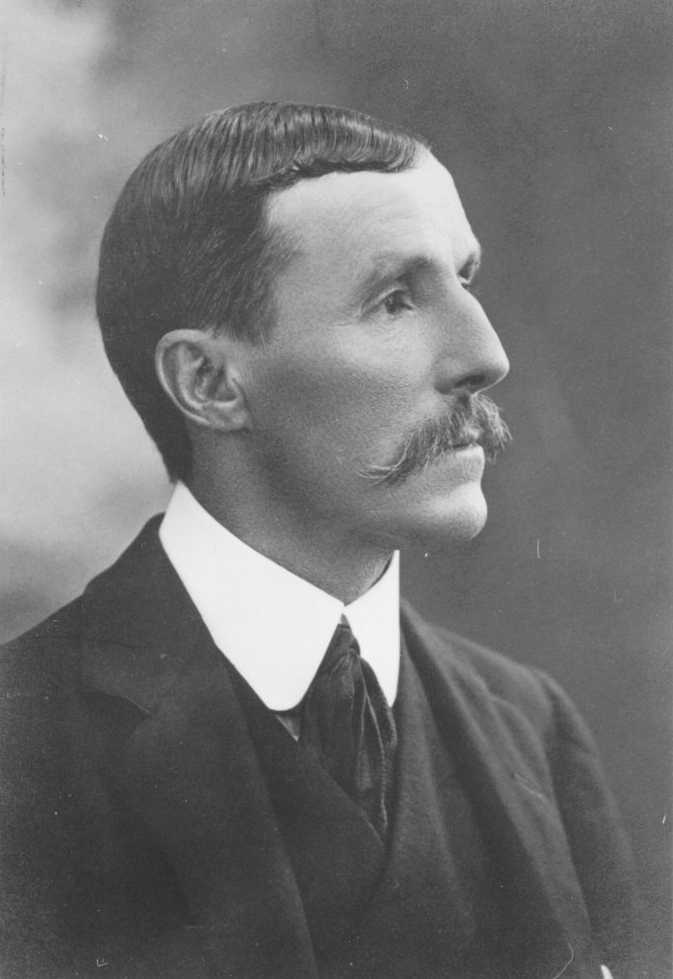
Pietro Baracchi

Pietro Paolo Giovanni Ernesto Baracchi (* 25. Februar 1851 in Florenz; † 23. Juli 1926 in Melbourne) war ein im Großherzogtum der Toskana geborener Astronom, der in Australien von 1900 bis 1915 Regierungsastronom von Victoria war.
Baracchi wurde in Florenz geboren und machte eine Ausbildung im Bauingenieurwesen. 1876 segelte er nach Neuseeland, zog aber bald weiter nach Australien. Er erhielt eine Anstellung als Assistent am Melbourne Observatory und wurde für die Versetzung nach Darwin ausgewählt. Nachdem er dort seine Aufgabe, Längengrade zu messen, erfüllt hatte, kehrte er nach Melbourne zurück und wurde am 30. Juni 1895 nach der Pensionierung von Robert L. J. Ellery amtierender Regierungsastronom.
Baracchi wurde 1897 mit dem Ritterorden der Krone von Italien ausgezeichnet und war von 1908 bis 1909 Präsident der Royal Society of Victoria. Er gründete 1910 das Mount-Stromlo-Observatorium.
Seine Frau starb 1908. Baracchi ging 1915 in den Ruhestand und wurde von Joseph M. Baldwin als Regierungsastronom von Victoria abgelöst. 1922 besuchte Baracchi Europa für zwei Jahre und lebte nach seiner Rückkehr im Melbourne Club. Sein Sohn Guido Baracchi (1887–1975) war Gründungsmitglied der Kommunistischen Partei Australiens.